# 하치무라 루이
하치무라 루이(일본어: 八村 塁, 1998년 2월 8일~)는 일본의 농구 선수이다. 포지션은 파워 포워드로 현재 전미 농구 협회(NBA)의 로스앤젤레스 레이커스와 일본 농구 국가대표팀의 선수로 뛰고 있다.
도야마에서 베냉인 아버지와 일본인 어머니의 아들로 태어났으며, 프로 입단 전에는 곤자가 대학교에서 활동했다. 대학 선수 당시의 활약으로 NBA 드래프트 상위권으로 지명될 것이라고 주목받았다. 이후 2019년 NBA 드래프트에서 1라운드 9순위로 워싱턴 위저즈에 지명되었다. 2021년에 열린 2020년 도쿄 하계 올림픽 개막식에서는 여자 레슬링 선수인 스사키 유이와 함께 일본 선수단의 개막식 기수를 맡았다.